# Manoe Meulen
Manoe Mathilda Catharina Maria Meulen (* 11. September 1978 in Weert) ist eine niederländische Fußballspielerin. In der Saison 2009/10 ist sie für Willem II aus Tilburg in der Eredivisie aktiv.

## Vereinskarriere
Meulen begann mit dem Fußballspielen beim SV Laar in ihrer Heimatstadt Weert. Wie ihr fußballerisches Vorbild Fabio Cannavaro spielt die Abwehrspielerin vorrangig in der Innenverteidigung.
In der Hoofdklasse, damals noch die höchste Frauenspielklasse, war sie bei der SV Braakhuizen aktiv, mit der sie 2002 den KNVB-Pokal gewann. Über die ebenfalls in der Hoofdklasse spielende VV SteDoCo kam sie 2008 zu Willem II. Bei den Tilburgern stand sie in der Eredivisie-Saison 2008/09 in allen 24 Spielen in der Startformation und wurde lediglich dreimal ausgewechselt.

## Nationalmannschaft
Am 16. April 2003 gab Meulen ihr Debüt in der Nationalmannschaft und kam bis 2005 auf 15 Einsätze in Oranje. Nach einer Pause von fast vier Jahren – aufgrund von Verletzungen, Formschwäche und Leistungsdruck durch ihr MBA-Studium – kehrte sie in den Kader zurück, nachdem sie 2008 zu den Profis gewechselt war. Ihr Comeback auf dem Feld feierte sie am 27. September 2008 im letzten Spiel der EM-Qualifikation gegen Belgien. Sie gehörte zum Kader der Niederländerinnen bei der EM-Endrunde 2009 in Finnland.

## Erfolge
- KNVB-Pokalsieger 2002 (SV Braakhuizen)
- Zweiter Platz Eredivisie 2009 (Willem II)
- Teilnahme an der EM-Endrunde 2009 (Nationalmannschaft)

## Abseits des Fußballplatzes
Neben dem Fußball arbeitet Meulen seit 2000 in der Finanzabteilung von Joulz, einem Tochterunternehmen des Energieversorgers Eneco in Weert.